# Fjunträsket
Fjunträsket är en sjö i Lycksele kommun i Lappland och ingår i Öreälvens huvudavrinningsområde. Sjön har en area på 0,452 kvadratkilometer och ligger 313 meter över havet.

## Delavrinningsområde
Fjunträsket ingår i det delavrinningsområde (717635-162073) som SMHI kallar för Utloppet av Fjunträsket. Medelhöjden är 341 meter över havet och ytan är 5,94 kvadratkilometer. Det finns inga avrinningsområden uppströms utan avrinningsområdet är högsta punkten. Vattendraget som avvattnar avrinningsområdet har biflödesordning 3, vilket innebär att vattnet flödar genom totalt 3 vattendrag innan det når havet efter 196 kilometer. Avrinningsområdet består mestadels av skog (78 procent). Avrinningsområdet har 0,5 kvadratkilometer vattenytor vilket ger det en sjöprocent på 8,5 procent.